# Association de football de l'île de Niue

Logo de la NISA.

L'Association de Football de l'Île de Niue (Niue Island Soccer Association (en) ou NISA) est une association agissant comme la Fédération de Niue de football  en organisant les compétitions nationales et les matchs internationaux de la sélection de ce micro-état.
Fondé en 1960, elle est membre associé de la Confédération du football d'Océanie depuis 1986.